# Manchurisk strimlönn
Manchurisk strimlönn (Acer tegmentosum) är ett träd i familjen kinesträdsväxter från fjärran östern i Ryssland, Manchuriet och Korea.

## Synonymer
Ett svenskt synonym är koreansk strimlönn och ett vetenskapligt är Acer pensylvanicum var. tegmentosum (Maxim.) Wesm.